# Zofia Bukowiecka
Zofia Bukowiecka, z domu Konarska (ur. 28 kwietnia 1844 w Brzozowej, zm. 20 marca 1920 w Warszawie) – polska autorka powieści dla dzieci i młodzieży.

## Życiorys
Pochodziła z rodziny ziemiańskiej. Pracowała jako nauczycielka m.in. w Radomiu, Warszawie i Dąbrowie Górniczej. W 1876 debiutowała opowiadaniem w czasopiśmie „Przyjaciel Dzieci”, z którym później współpracowała. Od 1885 była członkiem redakcji „Wieczorów Rodzinnych”. Oprócz twórczości literackiej zajmowała się również pracą społeczną i pedagogiczną, brała udział w działalności Polskiej Macierzy Szkolnej.
W utworach często wprowadzała postacie z warstw ludowych, pokazując ciemne strony współczesnego życia, w związku z czym wiele jej utworów nie miało szczęśliwego zakończenia. Treści moralno społeczne łączyła z motywami historycznymi i krajoznawczymi, wprowadzała też wątki przygodowe i komiczne.
Spoczywa na cmentarzu Powązkowskim w Warszawie (kwatera J-1-30).
Mąż pisarki, doktor Ludwik Bukowiecki (1836-1869), brał czynny udział w powstaniu styczniowym. 

## Dzieła
- Historia o Janku Górniku[3] (1896)
- Dzieci Warszawy (1897)
- Jak się dusza budziła w Józiu[4] (1900)
- Książka Zosi: Opowiadania babuni o Ojczyźnie[5] (1914)

## Literatura dodatkowa
- Julia Kisielewska: Bukowiecka Zofia. W: Polski Słownik Biograficzny. T. 3: Brożek Jan – Chwalczewski Franciszek. Kraków: Polska Akademia Umiejętności – Skład Główny w Księgarniach Gebethnera i Wolffa, 1937, s. 117. Reprint: Zakład Narodowy im. Ossolińskich, Kraków 1989, ISBN 83-04-03291-0